# シェイフ・ムベング
シェイフ・ムベング（Cheikh M'Bengue，1988年7月23日 - ）は、フランス・オート＝ガロンヌ県トゥルーズ出身のサッカー選手。ポジションはディフェンダー。元セネガル代表。

## 経歴

### クラブ
ムベングは、7歳の時に地元のトゥールーズFCに入団した。各カテゴリーを順調に昇格していき、2006-07シーズンにユースを卒業し、4部を戦うBチームに登録された。翌2007-08シーズンにトップチームに呼ばれ、2007年9月15日のオリンピック・マルセイユ戦で途中出場でデビューを果たし、チームは2-1で勝利した。それから2週間後のFCソショー戦で再び途中出場し、次のASサンテティエンヌ戦で初先発を果たすも0-2で敗れた。

#### 最初の出場停止
2007-08シーズン、Bチームの試合に出場した際に論争を巻き起こした。ASモナコBとの試合中にムベングは相手選手に危険なファールを行った。この行為に対しすぐさまイエローカードを提示されたが、相手選手が重傷だと判明したためレッドカードに変わり1発退場となった。この事態を重く見たFFFは13試合の出場停止処分を言い渡し、2008年3月までプレー出来ないことが決定した。

#### トゥールーズ復帰
リーグ戦は出場停止だったものの、UEFA主催の大会に出場することは許されていたためUEFAカップ 2007-08に参加していた。数回のベンチ入りを経て、ロシアのFCスパルタク・モスクワ戦で初先発を果たし、2-1で勝利した。同シーズン冬にクラブと3年契約で初プロ契約を結んだ。2008-09シーズンに正式にトップチームへ昇格。左SBの役割を与えられ、それまで務めていたジェレミー・マテューは左SHにポジションを移した。

#### 2度目の出場停止
チームの中にあってムベングも好調なプレーをみせていたが、2009年3月14日に再び論争を起こすこととなった。偶然にも、今度はASモナコのトップチームとの試合中にアルゼンチン人MFのアレハンドロ・アロンソに対し激しいファールを仕掛けた。このタックルに対しイエローカードが与えられ、アロンソはそのままシーズンアウトした。この件に関し、FFFはシーズン終了する6月1日まで出場停止を課した。

#### 深圳FC時代
2019年2月9日、深圳市足球倶楽部に移籍した。

### 代表
2008年11月19日、1-0で勝利したU-21ノルウェー戦でU-21フランス代表デビューを果たし、2009年のトゥーロン国際大会では決勝進出するも、怪我で決勝戦は欠場した。
2011年5月9日、ルーツであるセネガルのためにプレーすることを表明。その後、FIFAから代表変更の許可が降り、6月4日のアフリカネイションズカップ2012予選カメルーン戦でアマラ・トラオレ監督率いるセネガル代表として初出場した。